# جلسيروفوسفوليبيد

غليسرول

الفوسفوجليسريد

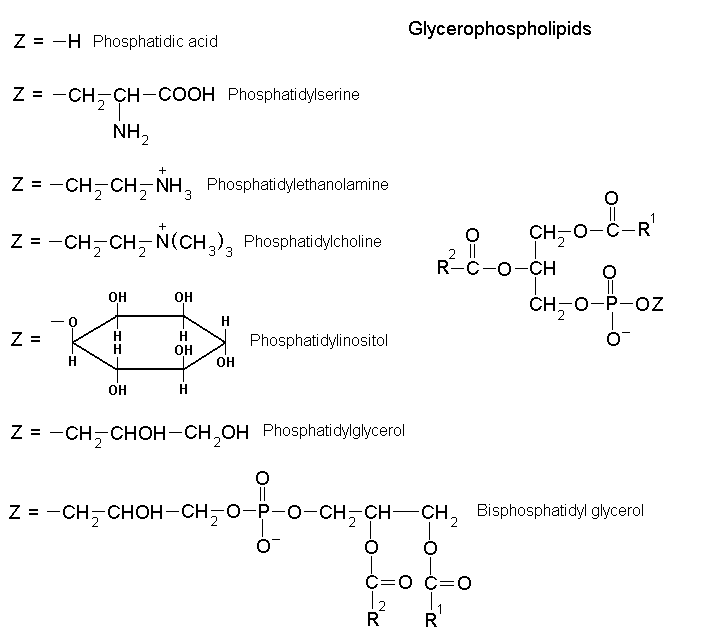

الجلسيروفوسفوليبيد أو الفوسفوجليسريد هي الفوسفاتية القائمة على الجلسرين. فهي المكون الرئيسي من البيولوجية.

## التركيب
يُعرّف مصطلح الجلسيروفوسفوليبيد بأنه أي مشتق من حمض الغليسيروفوسفوريك الذي يحتوي على الأقل واحد من O-أسيل، أو O-ألكيل، أو بقايا O-ألك-1'-إينيل الجلسرين.
والكحول هنا هو جلسرين تشكّل عن طريق ارتباط إسترات حِمضين دهنيين بحامض فوسفوريك. وسلاسل الأحماض الدهنية اثنين تعلق على جزيء الجلسرين وهي قطبية وبالتالي ان الرؤس القطبية التي تتكون أساسا من مجموعة الفوسفات تعلق على الثالث الكربون من جزيء الجلسرين هو ماء. هذه الخاصية المزدوجة تؤدي إلى طبيعة أمفيباثيك من غليسيروفوسفوليبيدس. وعادة ما يتم تنظيمها في طبقة ثنائية في الأعضاء مع رؤوس ماء القطبية التي تتصاعد إلى البيئة المائية والذيل غير القطبية التي تشير إلى الداخل. تتكون غليسيروفوسفوليبيدس من مختلف الأنواع المتنوعة التي عادة ما تختلف قليلا في الهيكل. البنية الأساسية هي فوسفهاتيدات. هذا النوع هو وسيط مهم في تركيب العديد من فوسفوجليسريدس. وجود مجموعة إضافية تعلق على الفوسفات يسمح للعديد من فوسفوجليسريدس مختلفة.
والهياكل من هذه المركبات تظهر 3 ذرات الكربون الجلسرين عموديا مع الفوسفات تعلق على ذرة الكربون رقم ثلاثة (في الأسفل). بلاسمالوجنس وفوسفهاتيداتس وهي أمثلة.

## التسمية
بشكل عام، تستخدم غليسيروفوسفوليبيدس "sn" في التدوين، الذي يرقيم الستيروسبيسيفيك. عندما تظهر الحروف "sn" في التسميات، من خلال مجموعة الهيدروكسيل من الكربون الثاني من الجلسرين (sn-2) على اليسار على إسقاط فيشر. الترقيم يتبع واحد من توقعات فيشر، كونها sn-1 الكربون في الأعلى و sn-3 واحد في الجزء السفلي.
وميزة هذا الرمز بالذات هي أن التشكل المكاني (R أو L) من جليسيرو جزيء يتم تحديد حدسي من قبل المخلفات على المواقف sn-1 و sn-3.
على سبيل المثال حمض sn-غليسيرو-3-الفوسفوريك وحمض sn-غليسيرو-1-الفوسفوريك هي إنانتيوميرس.

## أمثلة

### بلاسمالوجنز
بلاسمالوجنز هي نوع من الفوسفوجليسريد. أول الكربون من الجلسرين له سلسلة الهيدروكربونية تعلق عبر الأيثر، وليس الاستر. الروابط أكثر مقاومة للهجوم الكيميائي من روابط الاستر هي ذرة الكربون (المركزية) الثانية لديها حمض دهني مرتبط بإستر. وصلات الكربون الثالثة إلى الإيثانولامين أو الكولين عن طريق استر الفوسفات. هذه المركبات هي المكونات الرئيسية لأغشية العضلات والأعصاب.

### الفوسفاتيدات
الفوسفاتيدات هي الدهون التي تكون في أول ذرات الكربون من الجلسرين وهي استرات الأحماض الدهنية، و 3 هو استر الفوسفات. الفوسفات بمثابة رابط إلى الكحول آخر عادة إيثانول أمين، الكولين، سيرين، أو الكربوهيدرات. هوية الكحول يحدد الفئة الفرعية من الفوسفاتيدات. هناك شحنة سالبة على الفوسفات، وفي حالة الكولين أو سيرين، أيون رباعي الأمونيوم إيجابية. (سيرين لديها أيضا مجموعة كربوكسيلات سلبية.) وجود رسوم تعطي «الرأس» مع تهمة الشاملة. جزء استر الفوسفات («رئيس») هو ماء. هذه هي المكونات الهامة لتشكيل الطبقات ثنائية الدهون.
فوسفهاتيديليثانوامينس، فوسفاتيديلكولينس، وغيرها من الفوسفورية هي أمثلة من فوسفهاتيداتس.

### فوسفاتيديلكولينس
فوسفاتيديلكولينس هي الليسيثين. الكولين هو الكحول، مع الأمونيوم رباعي الشحنة موجبة، ملزمة إلى الفوسفات، مع شحنة سالبة. الليسيثين موجودة في جميع الكائنات الحية. صفار البيض لديه تركيز عال من ليكثينز - التي هي مهمة تجاريا كعامل الاستحلاب في منتجات مثل المايونيز. الليسيثين موجودة أيضا في الدماغ والأنسجة العصبية.

### الفوسفورية الأخرى
هناك العديد من العناصر الفوسفورية الأخرى، وبعضها جليكوليبيد. وتشمل الشحميات السكرية فوسفاتيديل السكريات حيث وظيفية الكحول في جزء من الكربوهيدرات. السكريات الفوسفاتيديل موجودة في النباتات وبعض الكائنات الدقيقة. الكربوهيدرات ماء جدا بسبب العدد الكبير من مجموعات الهيدروكسيل الموجودة.

## الاستخدامات

### وظائفها واستخدامها في الأغشية
واحدة من الوظائف الرئيسية للغليسيروفوسفوليبيد هو بمثابة مكون هيكلي من الأغشية البيولوجية. طبيعتها خماسية يدفع تشكيل بنية الطبقة الثنائية للدهون من الأغشية. ينظر لغشاء الخلية تحت المجهر الإلكتروني ويتكون من اثنين من طبقات التي يمكن تحديدها، أو «منشورات»، كل منها يتكون من صفوف مرتبة من جزيئات غليسيروفوسفوليبيد. تكون كل طبقة مختلفة اعتمادا على نوع الخلية.
- على سبيل المثال، في كريات الدم الحمراء الإنسان يتكون الجانب عصاري خلوي (الجانب الذي يواجه السيتوسول) من غشاء البلازما أساسا من فوسفهاتيديليثانولامين، فسفاتيديل، وفوسفاتيديلينوسيتول.
- على النقيض من ذلك، فإن الجانب إكسوبلاسميك (الجانب على السطح الخارجي للخلية) يتكون أساسا من فوسفهاتيديلكولين وسفينغوميلين، وهو نوع من سفينغوليبيد.

يتكون كل جزيء جلسيروفوسفوليبيد من مجموعة رأسية قطبية صغيرة وسلسلتين طويلتين. في غشاء الخلية، يتم ترتيب طبقتين من الدهون الفوسفاتية على النحو التالي:
- تشير الذيول إلى بعضها البعض وتشكل حموض دهنية كارهة للماء في المنتصف
- يتم وضع مجموعات الرأس الأيونية على السطوح الداخلية والخارجية لغشاء الخلية

هذه هي البنية المستقرة لأن مجموعات الماء الأيونية تتفاعل مع وسائل المائية داخل وخارج الخلية، في حين أن الذيول تحفز التفاعلات مع بعضها البعض ويتم الاحتفباظ بها بعيدا عن البيئات المائية. والنتيجة الإجمالية لهذا الهيكل هي بناء حاجز دهني بين داخل الخلية والمناطق المحيطة بها.
وبصرف النظر عن وظيفتها في ميمبانيس الخلية، فإنها تعمل في العمليات الخلوية الأخرى مثل إشارة التعريفي والنقل. وفيما يتعلق بالإشارات، فإنها توفر السلائف للبروستانغلاندين وغيرها من الليوكوترين. ومن توزيعها وتحديد هدمها التي تمكنها من تنفيذ عمليات الاستجابة البيولوجية المذكورة أعلاه.أدوارها كمراكز تخزين للرسل الثانوي في الغشاء هو أيضا عامل مساهم في قدرتها على العمل الناقلين. كما أنها تؤثر على وظيفة البروتين. على سبيل المثال، فهي مكونات هامة من البروتينات الدهنية (البروتينات القابلة للذوبان التي تنقل الدهون في الدم) وبالتالي تؤثر على عملية التمثيل الغذائي والوظيفة.

### استخدامها في الاستحلاب
الجلسيروفوسفوليبيد يمكن أيضا أن تكون بمثابة عامل لتعزيز تشتت مادة واحدة إلى أخرى. ويستخدم هذا أحيانا في صنع الحلوى والآيس كريم.

### في الدماغ
الأغشية العصبية تحتوي على عدة فئات من غليسيروفوسفوليبيدس التي يكون دورانها بمعدلات مختلفة فيما يتعلق بهيكلها وتوطينها في خلايا مختلفة. وهناك ثلاث فئات رئيسية هي: 1-ألكيل-2-أسيل غليسيروفوسفوليبيد، 1,2-دياسيل غليسيروفوسفوليبيد وبلاسمالوجين. وتتمثل المهمة الرئيسية لهذه الفئات من غليسيروفوسفوليبيدس في الأغشية العصبية في توفير الاستقرار والنفاذية وسيولة من خلال تعديلات محددة في التراكيب الخاصة بهم. وتكوين غليسيروفوسفوليبيد من الأغشية العصبية يغير كثيرا من فعالية وظيفية. طول سلسلة غليسيروفوسفوليبيد أسيل ودرجة التشبع هي المحددات الهامة للعديد من الخصائص الغشائية بما في ذلك تشكيل المجالات الجانبية التي هي غنية في الأحماض الدهنية غير المشبعة. التحلل بوساطة مستقبلات الجلسيروفوسفوليبيدات بواسطة فوسفهليباسيس A (l)، A (2)، C، أند D ينتج في توليد الرسل الثاني، مثل البروستاجلاندين، إيكوسانويدس، عامل تفعيل الصفائح الدموية ودياسيلغليسيرول. وهكذا، فوسفوليبيد غشاء العصبية هي خزان للرسل الثاني. كما أنها تشارك في موت الخلايا المبرمج، وتعديل أنشطة الناقلين، والأنزيمات المرتبطة بالغشاء. وقد تم الإبلاغ عن التعديلات في الغشاء العصبي تكوين غليسيروفوسفوليبيد أن تحدث في الاضطرابات العصبية. هذه التغييرات تؤدي إلى تغييرات في سيولة الغشاء والنفاذية. قد تكون هذه العمليات جنبا إلى جنب مع تراكم بيروكسيدات الدهون وأضعف استقلاب الطاقة مسؤولة عن التنكس العصبي لوحظ في الاضطرابات العصبية.

### التمثيل الغذائي
الأيض من غليسيروفوسفوليبيدس يختلف في حقيقيات النواة وبدائيات النوى. التوليف في بدائيات النوى ينطوي على توليف غليسيروفوسفوليبيدس حمض فوسفهاتيديك ومجموعات الرأس القطبية. التوليف حمض الفوسفاتيديك في حقيقيات النوى مختلفة، وهناك طريقان، واحد إلى الآخر نحو فوسفهاتيديلكولين وفوسفهاتيديليثانولامين. يتم استقلاب الغليسيروفوسفوليبيد عموما في عدة خطوات مع وسيطة مختلفة. الخطوة الأولى في هذا التمثيل الغذائي ينطوي على إضافة أو نقل سلاسل الأحماض الدهنية إلى العمود الفقري الجلسرين لتشكيل أول وسيطة، حامض ليسوفوسفهاتيديك (LPA). يصبح LPA ثم أسيلاتد لتشكيل حمض فسفاتيديك وسيطة المقبل (PA). PC) هي واحدة من العديد من الأنواع من غليسيروفوسفوليبيدس. في مسار يسمى مسار كينيدي، يتم إضافة رؤساء القطبية لاستكمال تشكيل هيكل كامل يتكون من المناطق الرأسية القطبية، وسلاسل الأحماض الدهنية اثنين ومجموعة الفوسفات تعلق على العمود الفقري الجلسرين. في هذا المسار كينيدي، يتم تحويل الكولين إلى CDP- الكولين الذي يدفع نقل مجموعات الرأس القطبي لاستكمال تشكيل جهاز الكمبيوتر. بيسي يمكن بعد ذلك تحويلها إلى أنواع أخرى من غلسيروفوسفوليبيدس مثل فوسفهاتيديلزيرين (PE) وفوسفهاتيديليثانولامين (PS). الدهن الفوسفوري أو الليبيدات المفسفرة (فوسفوليبيد) عبارة عن نوع من الدهنيات والتي تعد مكوّناً أساسياً من الغشاء الخلوي حيث تدخل في تركيبالدهن ثنائي الطبقة. تتكوّن معظم الدهون الفوسفورية من ثنائي غليسيريد ومجموعة فوسفات وجزيء عضوي بسيط مثل الكولين بالإضافة إلى حمض دهني عبارة عن أذناب أو ذيل. بنيوياً تتكون الدهون الفوسفورية من رأس محب للماء ومن أذناب كارهة للماء.
إن أول دهن فوسفوري تم التعرف عليه هو ليسيثين في الأنسجة الحيوية في صفار البيض من قبل العالم تيودور نيكولا غوبلي عام 1847. يمكن إنتاج الدهون الفوسفورية صناعياً حيث تجد لها العديد من التطبيقات في تقانة الصغائر وعلوم المواد.

## ليبيد ثنائي الطبقة
(بالإنجليزية: Lipid bilayer)‏ هو غشاء مستقطب رقيق يتكون من طبقتين من الدهون. وهو المكون الأساسي للأغشية الخلايا في الكائنات الحية.
كما يكون على سطح الخلية مستقبلات تستطيع الخلايا عن طريقها التواصل .
الدهن ثنائي الطبقة الذي يكون عشاء الخلية يعتبر مغلقا تماما، لا يسمح تقريبا بنفاذ جزيئات قطبية أو جزيئات كبيرة، وفي نفس الوقت فطبقتيه مرنتين ومن الصعب تفكيكهما . لذلك فإن شك غشاء الخلية بإبرة لا يخلف فجوة فيه. ويمكن للماء والجزيئات الصغيرة المتعادلة كهربيا النفاذ خلال الغشاء من دون أن تتسبب في خلل فيه. ولكن يمكن بواسطة مذيبات الدهون وما يسمى «ليباز» إذابة غشاء الخلية.
يمكن أن يتكون الليبيد ثنائي الطبقة من مختلف أطوار المادة تختلف فيما بينها من وجهة حركة الليبيدات (الجزيئات الدهنية) في مستوي الطبقة . منها طور هلامي أو «سائل مبلور» حيث تكون أذيال الجزيئات الدهنية منتظمة وقريبة من بعضها البعض، ومنها طور «شبه سائل» تكون فيه جزيئات الدهن غير منتظمة ولها شيء من الحركة . وفي هذا الطور يوصف الدهن ثنائي الطبقة أيضا بأنه «سائل ثنائي الأبعاد»
أول من اكتشف الدهن ثنائي الطبقة كان العالمان «جورتير» و «جريندل» في عام 1925، حيث اكتشفاه كالمادة الأساسية للغشاء الحيوي، مثلما فيأغشية الخلايا . [1] ووجدا أنه يفصل بين داخل الخلية وخارجها . ويتكون الدهن ثنائي الطبقة الذي يكون غشاءا حيويا غالبا من دهون فوسفورية وتكون في طور سائل بحيث تكون الأجزاء الأخرى في الغشاء قابلة للحركة، ومرنة.

## الفوسفات
مادة طبيعية، يتكون أساسا من فوسفات ثلاثي الكالسيوم وهو قليل الذوبان في الماء لذلك لا يستعمل بشكل مباشر، إلا بعد معالجته وتحسين جودته بتجفيفه وتنقيته (إزالة المواد العضوية وثنائي أوكسيد الكربون وفصله عن الصلصال) من أهم مشتقات الفوسفات. الأسمدة الفوسفاتية المستعملة في الفلاحة وحمض الفوسفوريك (H3PO4). وتقاس جودة الفوسفات بنسبة خماسي أوكسيد الفوسفور.
تتواجد معظم صخور الفوسفات في الطبيعة على شكل أحد الصور التالية:
1. صخور فوسفات ذات أصل رسوبي: وهي أهم الرواسب من حيث الانتشار والحجم والاستغلال، حيث تشكل حوالي (80%) من الرواسب العالمية ويتراوح تركيز خامس أكسيد الفوسفور فيها ما بين (20%-30%) وهي رواسب بحرية حبيبية مماثلة للتي في مصر ودول شمال أفـريقيا وكذلك في شمال المملكة العربية السعودية وفي العراق والأردن.

1. صخور فوسفات ذات أصل ناري: وهي ناتجة من صخور سيانيت النيفيلين وصخور الكربوناتتيت والبيروكسينات المحتوية على قدر كبير من المعادن الفوسفاتية التي من أهمها معدن الآباتيت، وهذه الرواسب غير شائعة، ومن أمثلتها رواسب خنبي في روسيا.

1. رواسب الجوانو: وهي ناتجة من تراكم مخلفات الطيور البحرية فوق الصخور الجيرية، كرواسب جزيرة نيورا في المحيط الهادي.

### استعمالات الفوسفات
يستخدم الفوسفات في العديد من الصناعات الكيميائية أهمها: تحضير عنصر الفسفور وحامض الفسفور المستعمل في الصناعات التعدينية والحربية والطبية والغذائية والخزفية والنسيج وأعواد الثقاب. ويذهب معظم الفوسفات المستخرج لصناعة الأسمدة لزيادة المحاصيل الزراعية بالإضافة إلى إمكانية استخراج بعض المعادن النادرة والعناصر المشعة. ومن بين هذه العناصر يوجد اليورانيوم كمنتج جانبي الذي يمكن الحصول عليه أثناء تحويل الفوسفات إلى أسمدة أو حمض الفسفور. ويحتوي خام الفوسفات الصحراوي على 200 جرام من اليورانيوم للطن الواحد. (ملاحظة.. طن صخر الذهب يحتوى على 3 جرامات: 80 جراماً، ويتم التقاتل عليه، أما طن الفوسفات فيحتوي على 200 جرام).
إن الاهتمام الدولي بالفوسفات أمر طبيعي، باعتباره يدخل في جملة من الصناعات التحويلية والتي من أهمها استخراج اليورانيوم والأسمدة الكيميائية، مما يجعله مورداً هاماً يحظى بطلب متزايد من قبل أغلب دول العالم وخصوصاً تلك التي تهتم بالإنتاج الزراعي وتدافع عن أمنها الغذائي، الذي أصبح مرتبطاً إلى حد ما بقدرة البلد في الحصول على هذه الأسمدة باعتبار ذلك عاملاً لرفع كمية الإنتاج الزراعي، وهذا ما يجعل الطلب على الأسمدة الكيميائية يحظى بعناية كبيرة في السوق الدولية، ولذا ليس غريباً أن يسعى المغرب إلى الاحتكار الكلي للأسمدة الفوسفاتية التي تشكل في الظرف الحالي، ما يقارب 80% من الإنتاج العالمي للأسمدة.

## انظر ايضًا
- دهن فسفوري

## وصلات خارجية
- Glycerophospholipids في المكتبة الوطنية الأمريكية للطب نظام فهرسة المواضيع الطبية (MeSH).

- Diagram at uca.edu (بالإنجليزية)